# Brătești, Prahova
Brătești este un sat în comuna Șirna din județul Prahova, Muntenia, România.
Așezarea este atestată documentar din anul 1480. Din 1864 și până în 1892, localitatea Brătești a fost o comună din plasa Târgșor, ce avea reședința în satul cu același nume.
În 1972, localitattea Brătești din plasa Târgșor avea două cătune: Brăteștii Cocorăscului și Brăteștii Sărindarului.
În 1892, satul Brătești a intrat în componența comunei Hăbud, plasa Târgșor, iar în 1925, a făcut parte din comuna Tăriceni, plasa Târgșor. A revenit în componența comunei Hăbud, plasa Ploiești, în anul 1930. Din 1968, satul Brătești face parte din comuna Șirna.